# Caroline Helene Hermansen
Caroline Helene Hermansen (født 21. juni 2008) er formand for Danske Skoleelever i skoleåret 2024/2025. Caroline afsluttede 9. klasse på folkeskolen NOVAskolen i Vejle i 2024 og trådte til som formand d. 1. juli 2024.
Ydermere er Caroline tidligere formand for det lokale fælleselevråd; Vejle Fælleselevråd. Hun var formand for lokalafdeling Trekantområdet, indtil hun blev valgt.